# Lakewood (Carolina del Sud)
Lakewood és una concentració de població designada pel cens dels Estats Units a l'estat de Carolina del Sud. Segons el cens del 2000 tenia 2.603 habitants.

## Demografia
Segons el cens del 2000, Lakewood tenia 2.603 habitants, 953 habitatges i 742 famílies. La densitat de població era de 132,4 habitants/km².
Dels 953 habitatges en un 38,3% hi vivien nens de menys de 18 anys, en un 54,6% hi vivien parelles casades, en un 17,9% dones solteres, i en un 22,1% no eren unitats familiars. En el 19% dels habitatges hi vivien persones soles el 5,5% de les quals corresponia a persones de 65 anys o més que vivien soles. El nombre mitjà de persones vivint en cada habitatge era de 2,73 i el nombre mitjà de persones que vivien en cada família era de 3,1.
Per edats la població es repartia de la següent manera: un 28,1% tenia menys de 18 anys, un 9,1% entre 18 i 24, un 30,4% entre 25 i 44, un 23,9% de 45 a 60 i un 8,5% 65 anys o més.
L'edat mediana era de 34 anys. Per cada 100 dones de 18 o més anys hi havia 94,5 homes.
La renda mediana per habitatge era de 35.417 $ i la renda mediana per família de 39.868 $. Els homes tenien una renda mediana de 28.438 $ mentre que les dones 19.375 $. La renda per capita de la població era de 15.736 $. Entorn de l'11,5% de les famílies i el 12% de la població estaven per davall del llindar de pobresa.

## Poblacions més properes
El següent diagrama mostra les poblacions més properes.